# Cheshire Cats
I Cheshire Cats sono stati una squadra di football americano di Wallasey, in Gran Bretagna. Fondati nel 1987, hanno vinto un titolo NWWCAFL. Nel 1990 si sono fusi con i Birkenhead Nighthawks.

## Dettaglio stagioni

### Tornei

#### Tornei nazionali

##### BGFL Premiership
| Stagione | regular season | regular season | regular season | regular season | regular season | regular season | playoff | playoff | playoff | playoff | playoff | playoff   | playoff    |
|          | Vin            | Par            | Per            | Tot            | PF             | PS             | Vin     | Per     | Tot     | PF      | PS      | risultato | avversaria |
| -------- | -------------- | -------------- | -------------- | -------------- | -------------- | -------------- | ------- | ------- | ------- | ------- | ------- | --------- | ---------- |
| 1988     | 8              | 0              | 2              | 10             | 260            | 77             | -       | -       | -       | -       | -       | -         | -          |
| Totale   | 8              | 0              | 2              | 10             | 260            | 77             | -       | -       | -       | -       | -       |           |            |

Fonti: Enciclopedia del Football - A cura di Roberto Mezzetti

#### Tornei locali

##### NWWCAFL
| Stagione | regular season | regular season | regular season | regular season | regular season | regular season | playoff | playoff | playoff | playoff | playoff | playoff   | playoff            |
|          | Vin            | Par            | Per            | Tot            | PF             | PS             | Vin     | Per     | Tot     | PF      | PS      | risultato | avversaria         |
| -------- | -------------- | -------------- | -------------- | -------------- | -------------- | -------------- | ------- | ------- | ------- | ------- | ------- | --------- | ------------------ |
| 1987     | 5              | 0              | 1              | 6              | 163            | 70             | 2       | 0       | 2       | 96      | 8       | Campioni  | Prestatyn Panthers |
| Totale   | 5              | 0              | 1              | 6              | 163            | 70             | 2       | 0       | 2       | 96      | 8       |           |                    |

Fonti: Enciclopedia del Football - A cura di Roberto Mezzetti

### Riepilogo fasi finali disputate
| Anno             | Luogo | Evento  | Fase del torneo | Incontro                           | Risultato |
| 6 settembre 1987 |       | NWWCAFL | Finale          | Cheshire Cats - Prestatyn Panthers | 16 - 0    |

## Palmarès
- 1 Titolo NWWCAFL (1987)